# Pagar Alam
Pagar Alam (alternativt Pagaralam) är en stad på sydvästra Sumatra i Indonesien. Den ligger i provinsen Sumatera Selatan och har cirka 140 000 invånare.

## Administrativ indelning
Staden är indelad i fem distrikt (kecamatan).
| Namn                                  | Yta (km²) | Invånare census 2010 | Invånare census 2020 |
| ------------------------------------- | --------- | -------------------- | -------------------- |
| Dempo Selatan (Södra Dempo)           | 239,08    | 11 611               | 12 783               |
| Dempo Tengah (Centrala Dempo)         | 151,96    | 12 663               | 14 749               |
| Dempo Utara (Norra Dempo)             | 123,98    | 19 934               | 23 031               |
| Pagar Alam Selatan (Södra Pagar Alam) | 63,17     | 44 755               | 50 361               |
| Pagar Alam Utara (Norra Pagar Alam)   | 55,47     | 37 218               | 42 920               |
| Total                                 | 633,66    | 126 181              | 143 844              |